# Mogiłowo
Mogiłowo (niem. Magilowa, w latach 1938–1945 Gebsattel) – kolonia w Polsce położona w województwie warmińsko-mazurskim, w powiecie nidzickim, w gminie Nidzica.
Miejscowość wchodzi w skład sołectwa Frąknowo.
W latach 1975–1998 miejscowość administracyjnie należała do województwa olsztyńskiego.